# Athous reflexicollis
Athous reflexicollis là một loài bọ cánh cứng trong họ Elateridae. Loài này được Dolin & Penev miêu tả khoa học năm 2004.